# Verdú (Lleida)
Verdú ist eine katalanische Gemeinde (Municipio) mit 886 Einwohnern (Stand: 2024) in der Provinz Lleida im Nordosten Spaniens. Sie ist Teil der Comarca Urgell. 

## Lage
Verdú liegt etwa 47 Kilometer östlich von Lleida in einer Höhe von ca. 435 m. 

## Einwohnerentwicklung
| 1900 | 1930 | 1950 | 1970 | 1981 | 1991 | 2001 | 2011 | 2021 |
| ---- | ---- | ---- | ---- | ---- | ---- | ---- | ---- | ---- |
| 1844 | 1707 | 1551 | 1212 | 945  | 960  | 1067 | 1006 | 880  |

## Sehenswürdigkeiten

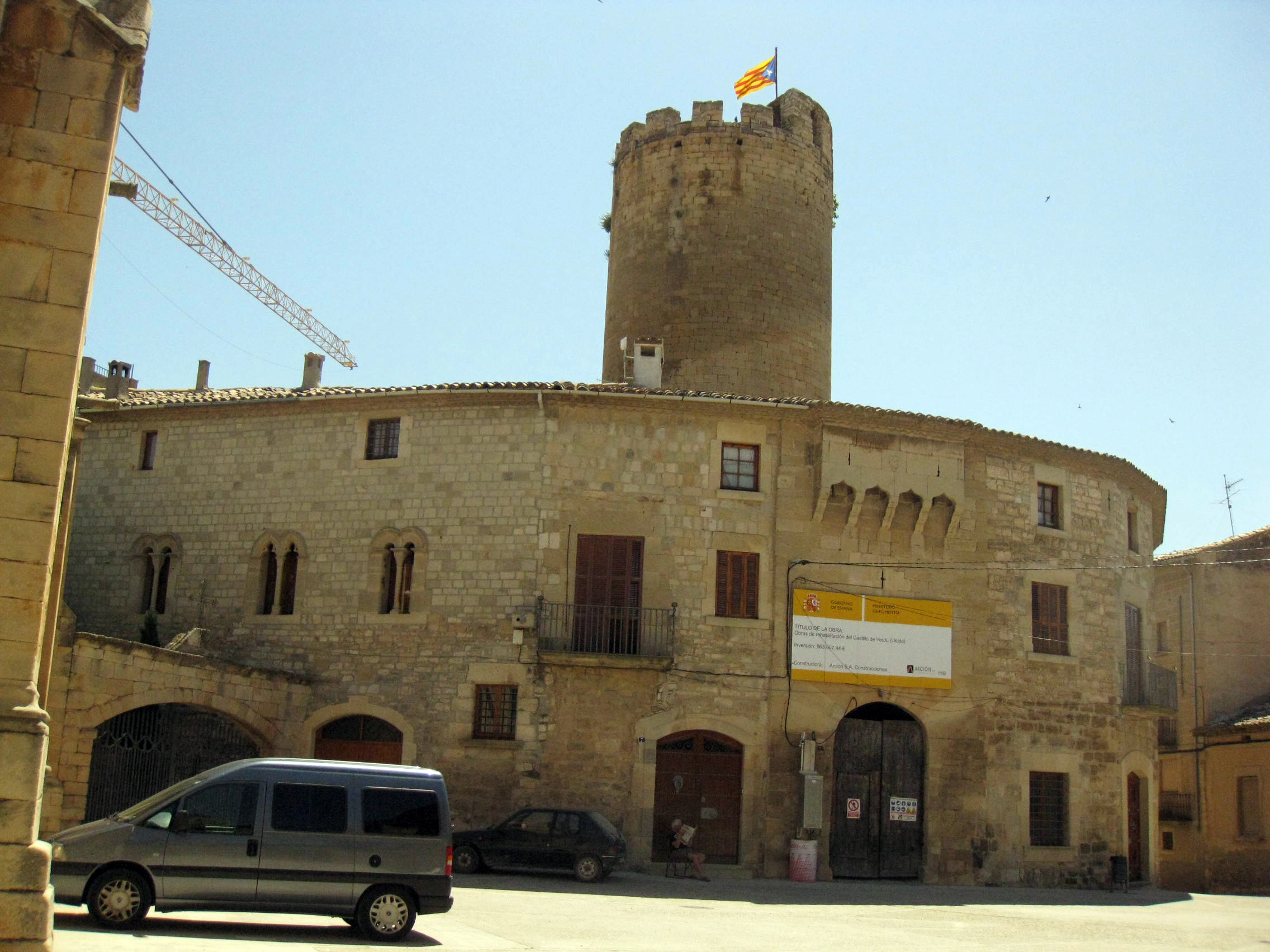
Reste der Burg
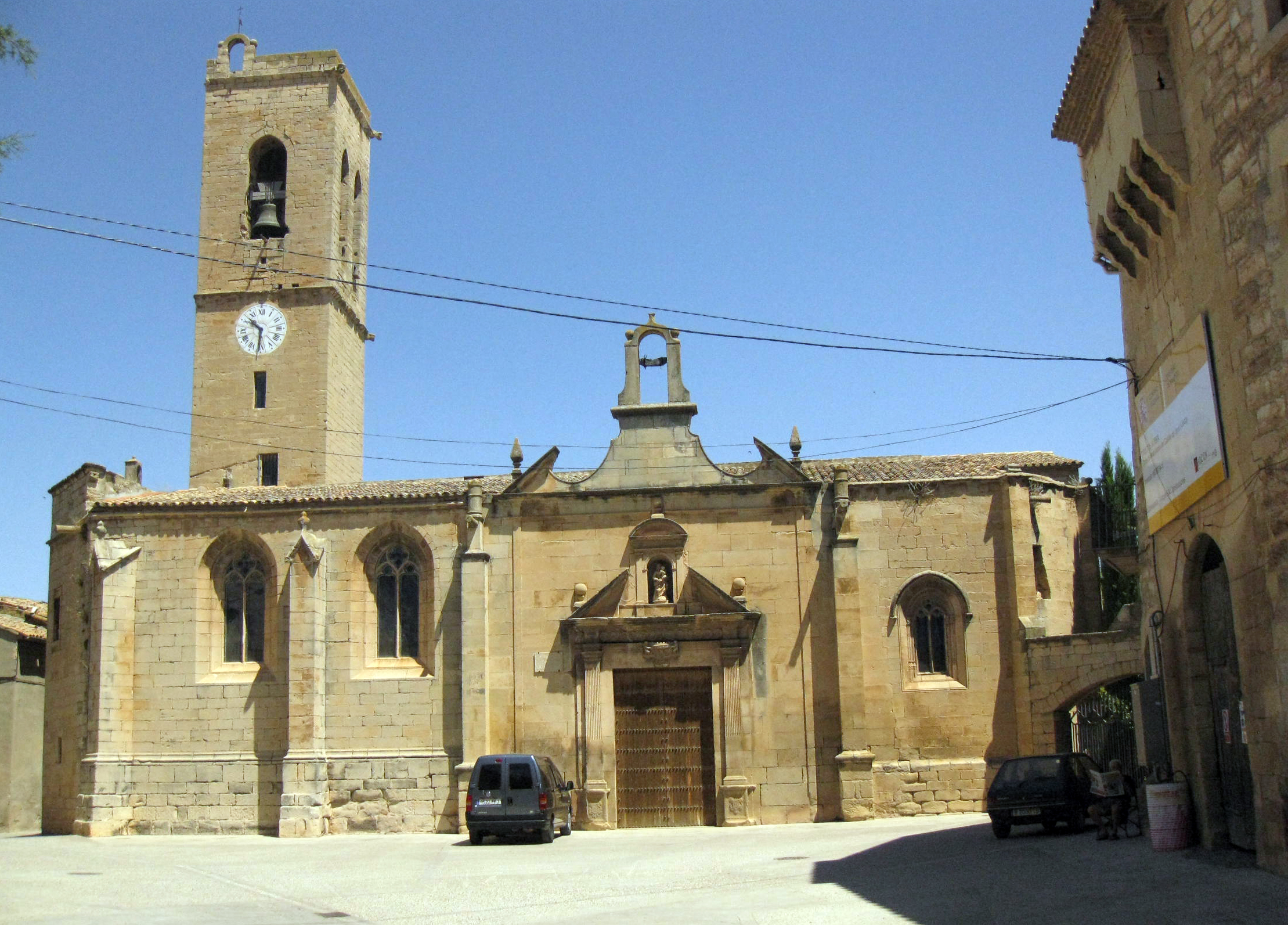
Marienkirche
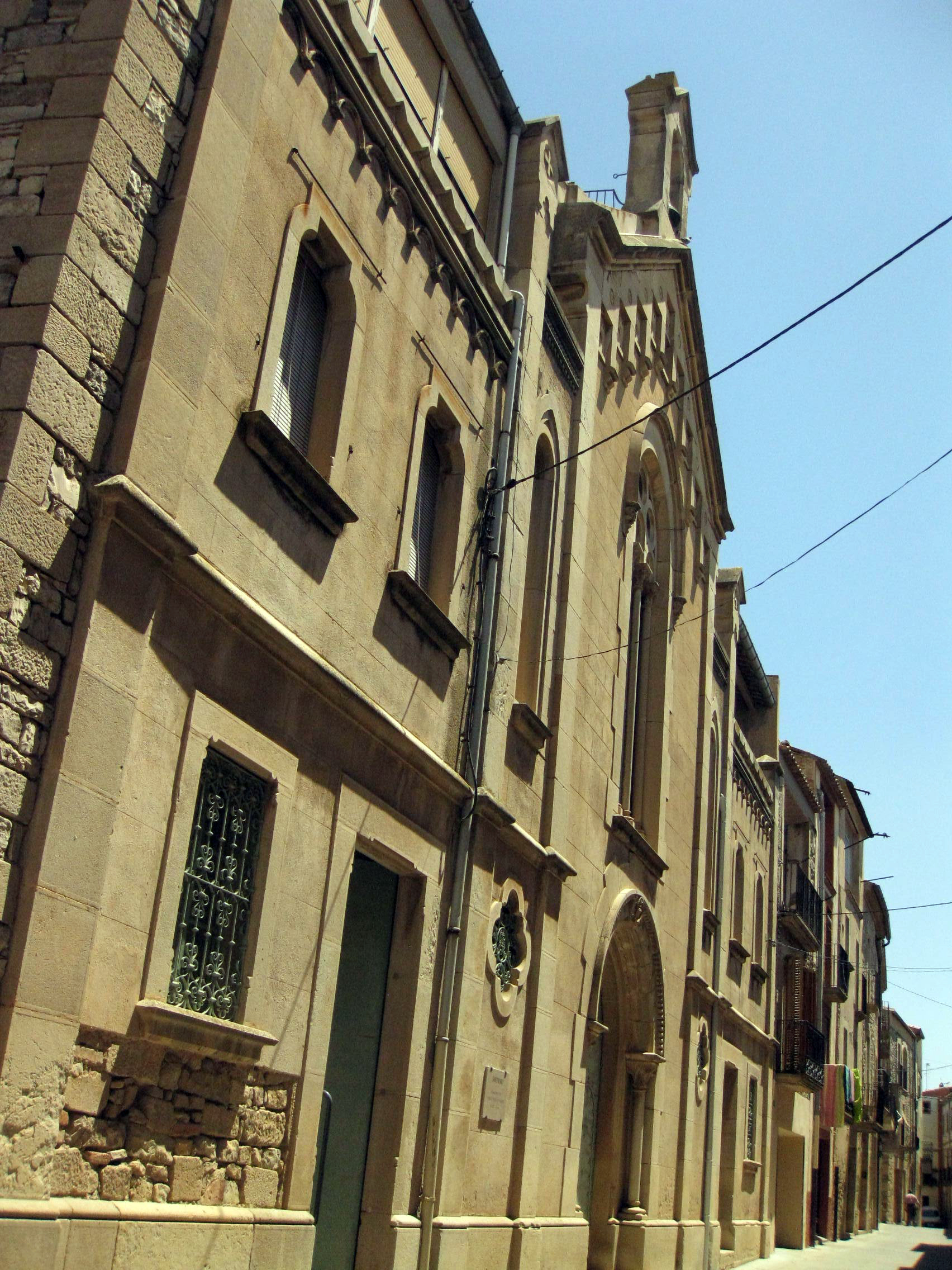
Kirche des Heiligen Petrus Claver
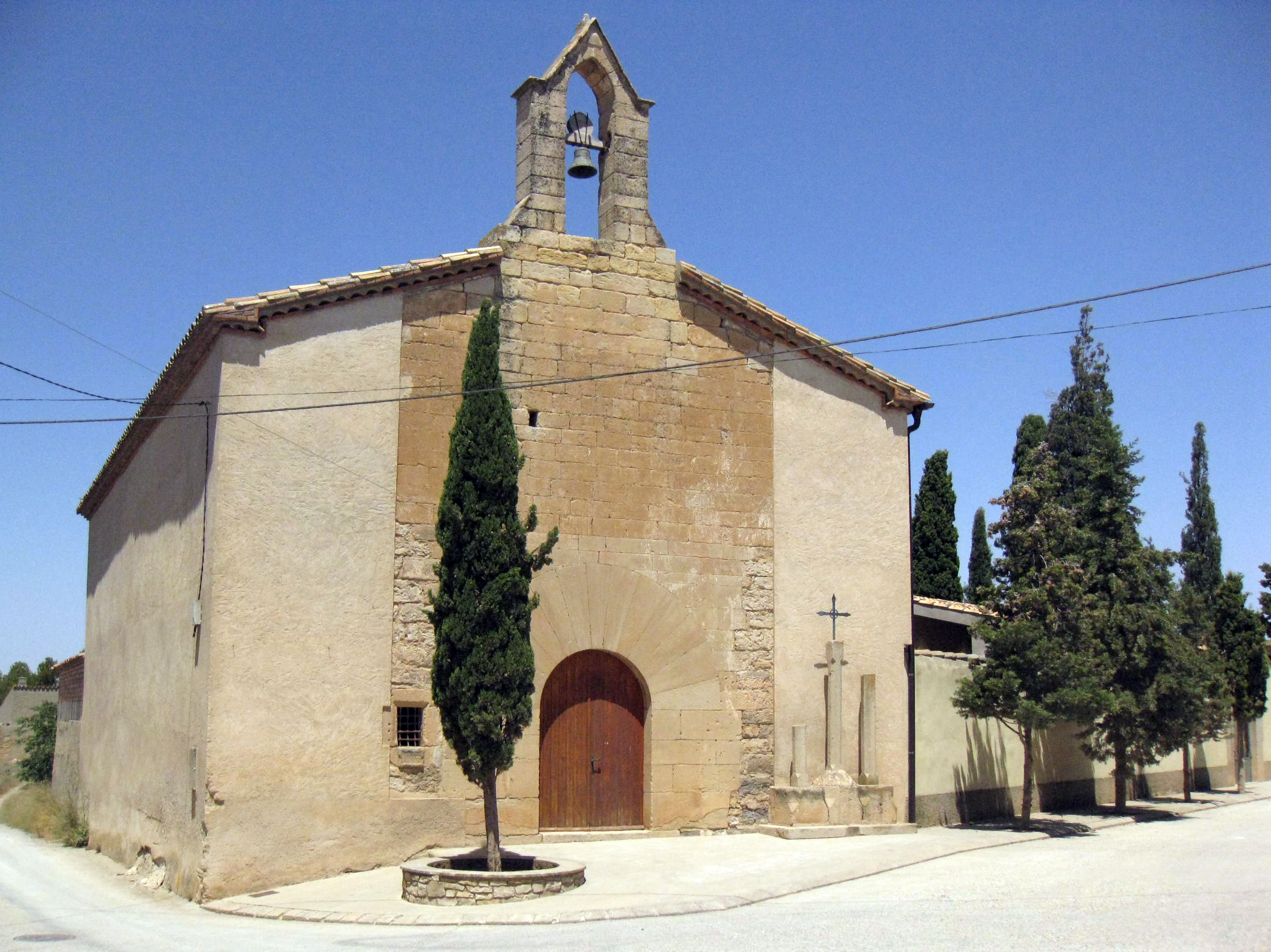
Michaeliskapelle
- Archäologiemuseum
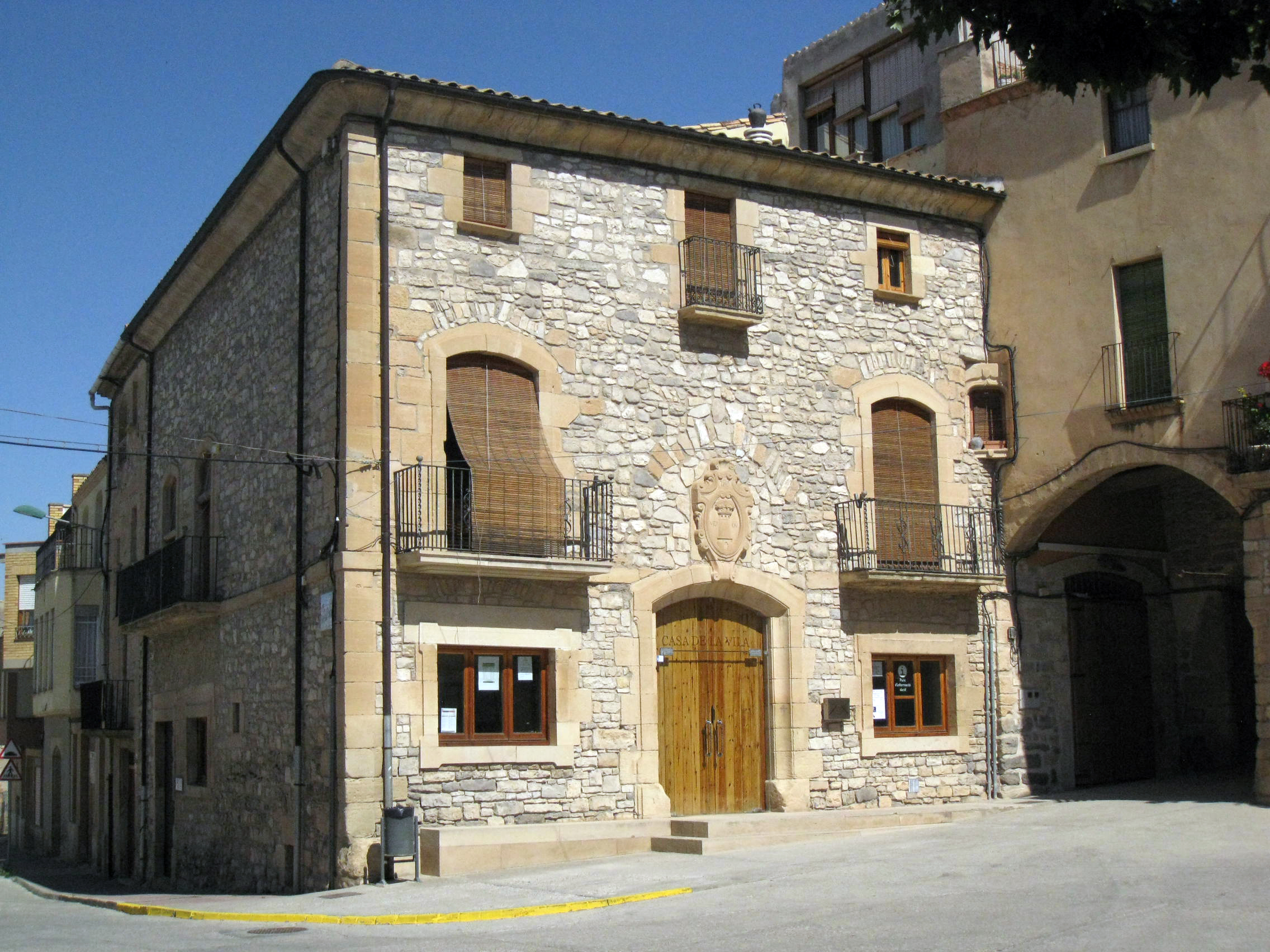
Rathaus

- Reste der Burg
- Marienkirche
- Kirche (Wallfahrtskirche für Petrus Claver)
- Michaeliskapelle
- Rathaus

## Persönlichkeiten
- Petrus Claver (1580–1654), Jesuit und Patron der Menschenrechte, Schutzheiliger Kolumbiens